# Liste der Monuments historiques in Greux
Die Liste der Monuments historiques in Greux führt die Monuments historiques in der französischen Gemeinde Greux auf.

## Liste der Immobilien
| Bezeichnung                   | Beschreibung                                         | Standort                  | Kennzeichnung | Schutzstatus | Datum | Bild           |
| ----------------------------- | ---------------------------------------------------- | ------------------------- | ------------- | ------------ | ----- | -------------- |
| Kapelle Notre-Dame-de-Bermont | Chor, um 1200, mit Wandgemälden des 15. Jahrhunderts | nördlich des Ortes (Lage) | PA88000006    | Inscrit      | 1998  | weitere Bilder |

## Liste der Objekte
| Bezeichnung               | Beschreibung                                                                                            | Standort                                    | Kennzeichnung | Schutzstatus | Datum | Bild |
| ------------------------- | --- | ------------------------------------------- | ------------- | ------------ | ----- | ---- |
| Kruzifix                  | Holz, 14. Jahrhundert                                                                                   | in der Kapelle Notre-Dame-de-Bermont (Lage) | PM88000428    | Classé       | 1962  |      |
| Taufbecken                | Stein, 14. Jahrhundert                                                                                  | in der Kirche St-Maurice (Lage)             | PM88001492    | Inscrit      | 2006  |      |
| Skulptur Madonna mit Kind | Holz, farbig gefasst, 14. Jahrhundert; seit 1976 in der Basilika Ste-Jeanne-d’Arc in Domrémy-la-Pucelle | in der Kapelle Notre-Dame-de-Bermont (Lage) | PM88000427    | Classé       | 1962  |      |
| Glocke                    | Bronze, 15. Jahrhundert                                                                                 | in der Kapelle Notre-Dame-de-Bermont (Lage) | PM88000429    | Classé       | 1962  |      |
| Epitaph für Jean Jacob    | Stein, 1737                                                                                             | in der Kirche St-Maurice (Lage)             | PM88001490    | Inscrit      | 2006  |      |
| Grabstein für Jean Jacob  | Kalkstein, 1738                                                                                         | in der Kirche St-Maurice (Lage)             | Jean Jacob    | Inscrit      | 2006  |      |